# Contra el secreto profesional
Contra el secreto profesional es un libro del escritor peruano César Vallejo que reúne diversos textos escritos entre 1923 y 1929, los cuales oscilan entre el género narrativo, el poético y el ensayístico. El autor lo calificó como “libro de pensamientos”. Sin embargo, no logró que alguna editorial se interesara en esta obra. Fue publicada décadas después de su muerte, junto con otro volumen de ensayos suyos, titulado "El arte y la revolución" (Lima, Editorial Mosca Azul, 1973, prologada por Georgette Vallejo, viuda del escritor). 

## Origen del título
El título de la obra deriva de un artículo periodístico publicado por Vallejo en la revista limeña Variedades, titulado: “Contra el secreto profesional. A propósito de Pablo Abril de Vivero” (7 de mayo de 1927), donde arremetía contra el libro “El secreto profesional” (“Le secret professionel”) del vanguardista francés Jean Cocteau, y en general contra el vanguardismo hispanoamericano cuyos representantes se proponían “deshumanizar” el arte, desligándolo de los hechos sociales y del dinamismo de la historia. Para Vallejo esto era inaceptable. Dicho artículo no fue incluido ni refundido en el libro, pero éste adoptó su título tan expresivo y conservó su espíritu.

## Contexto
Según datos proporcionados por Georgette Vallejo, los primeros textos que conforman esta obra se remontan a 1923-1924, es decir cuando el escritor recién arribaba a París, siendo culminada entre 1928-1929. Sin embargo es más probable que el núcleo central de su elaboración se concentrara entre los años 1927 y 1929, es decir, en el período de conversión del autor al marxismo. 
En una página fechada el 20 de septiembre de 1929, Vallejo da una lista de las obras que tenía en elaboración, mencionando entre ellas a "Contra el secreto profesional", bajo la denominación de “libro de pensamientos”, misma expresión que usó posteriormente para su otro libro de ensayos titulado "El arte y la revolución".

## Características
La obra tiene un carácter misceláneo pues abarca anotaciones, anécdotas reelaboradas, citas entresacadas de lecturas, poemas en prosa, parábolas, “fabulaciones” y lo que el crítico Eduardo Neale-Silva denominó “consorcios narrativos plurales” (textos que fusionan rasgos propios del cuento, con los de otros géneros, como la estampa, el poema, la crónica y el ensayo). Estas últimas son notables exploraciones narrativas de índole vanguardista, tendencia que el autor había empezado a ensayar años antes en la sección “Cuneiformes” de sus Escalas melografiadas.

## Crítica
Para el crítico peruano Ricardo González Vigil, esta obra reviste importancia fundamental para comprender la evolución estética e ideológica de Vallejo entre 1923 y 1929. Considera además que las llamadas “fabulaciones” y “consorcios narrativos plurales” constituyen el punto más alto de la narrativa vallejiana, y una de las tentativas más valiosas hechas en lengua castellana para crear un nuevo lenguaje narrativo, durante la década de 1920. Lamenta que Vallejo no lograra publicar en esos años su obra y que no haya continuado en dicha dirección narrativa, prefiriendo más bien incursionar en el “Realismo Socialista” (representado por sus obras narrativas El tungsteno y Paco Yunque); de lo contrario, según su opinión, se hubiera convertido en uno de los más grandes forjadores de la narrativa hispanoamericana del siglo XX.